# Staatsstraße 9 (Finnland)
| () |
|    |

Die finnische Staatsstraße 9 (finnisch Valtatie 9, schwedisch Riksväg 9) führt von Turku nach Tohmajärvi. Ihre Länge beträgt 663 Kilometer.

## Streckenverlauf

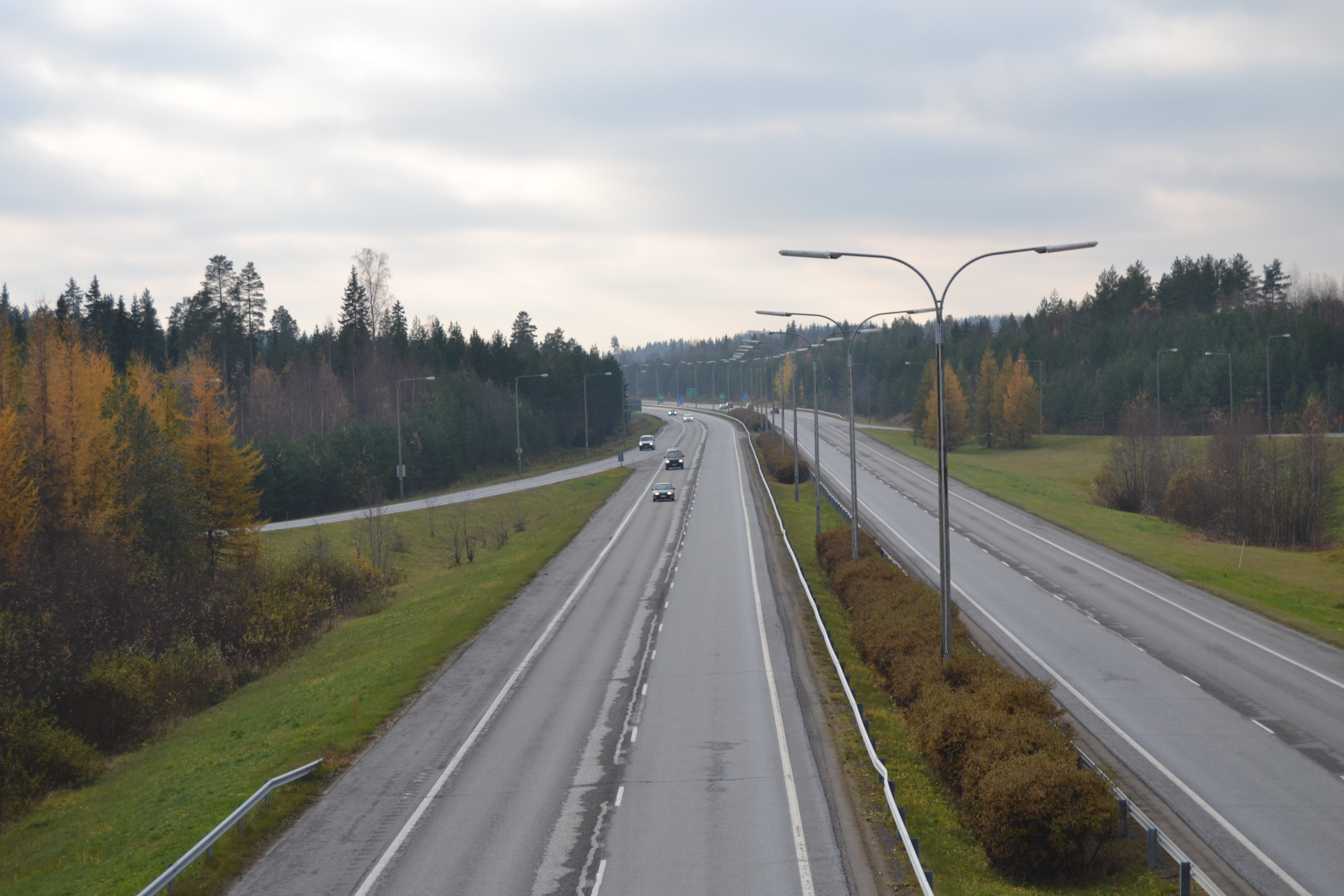
Die Staatsstraße 9 bei Etelä-Keljo nahe Jyväskylä

Die Staatsstraße 9 beginnt in der südwestfinnischen Stadt Turku und führt über Tampere und Jyväskylä nach Vehmasmäki bei Kuopio, wo sie sich mit der Staatsstraße 5 vereinigt. Die Europastraße 63 folgt der Strecke der Staatsstraße 9. Die Streckenabschnitte zwischen Turku und Lieto, zwischen Akaa und Tampere, zwischen Muurame und Keljo bei Jyväskylä, Teile der Umgehung von Jyväskylä sowie die Umgehung von Joensuu sind als Autobahn ausgebaut.
Die Staatsstraße 9 führt durch folgende Gemeinden: Turku – Lieto – Aura – Pöytyä – Loimaa – Humppila – Urjala – Akaa – Lempäälä – Tampere – Kangasala – Orivesi – Jämsä – Muurame – Jyväskylä – Laukaa – Hankasalmi – Suonenjoki – Kuopio – Siilinjärvi – Kuopio – Tuusniemi – Outokumpu – Liperi – Joensuu – Tohmajärvi

## Staatsstraße 17
Die Staatsstraße 17 war bis 2010 eine finnische Staatsstraße, die die Staatsstraße 5 nördlich von Kuopio mit der Staatsstraße 23 westlich von Joensuu verband. 2010 wurde sie als Streckenabschnitt in die Staatsstraße 9 integriert. Seitdem verläuft die 9 zusammen mit der 5 durch Kuopio.